# Abuso sexual

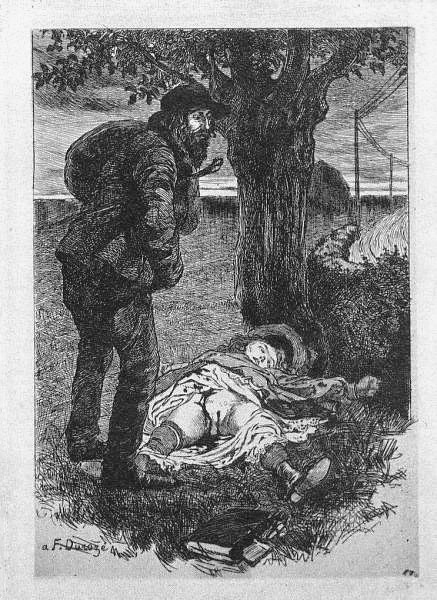
Abuso sexual infantil - 1905 (Martin Van Maele)

Abuso sexual é a atividade sexual não desejada, onde o agressor usa a força, faz ameaças ou exclui vantagens da vítima que se torna incapaz de negar consentimento. O abuso sexual dá-se quando alguém em uma posição de poder ou de autoridade se aproveita da confiança e do respeito de uma pessoa para envolvê-la em atividades sexuais não consentidas, por exemplo: uma criança e um adulto, uma criança e uma criança mais velha, um paciente e um médico, um estudante e um professor etc.

## Abuso de crianças
É uma forma de abuso infantil em que um adulto ou adolescente mais velho usa uma criança para estimulação sexual.